# 훙쩌호

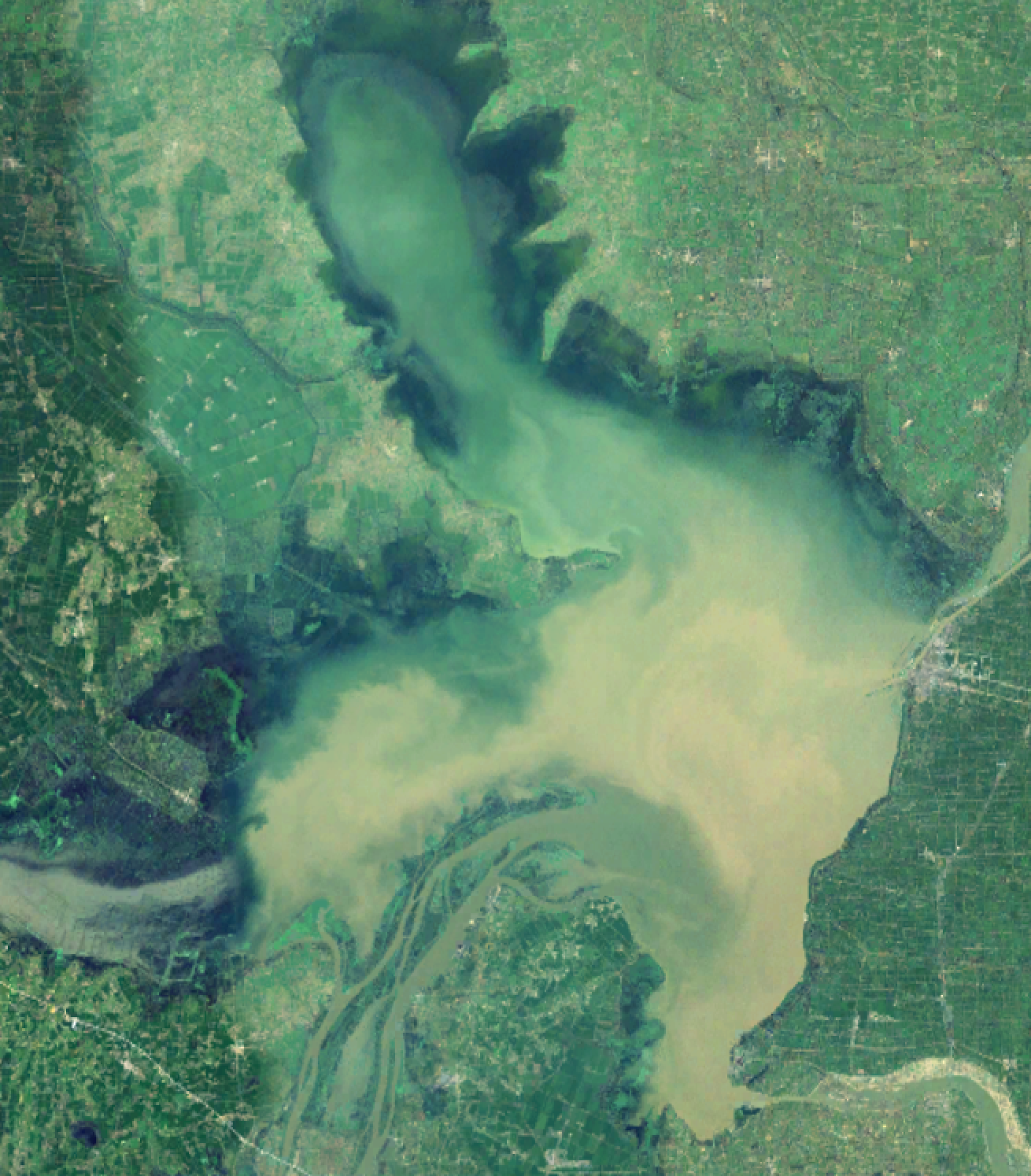

훙쩌호(중국어 간체자: 洪泽湖, 정체자: 洪澤湖, 병음: Hóngzé Hú)는 중화인민공화국 장쑤성에 위치한 중국 오대 담수호 중 네 번째 담수호이다.

## 개요
쑤첸과 화이안을 가로 질러 흐른다. 훙쩌호의 총면적은 약 1600 km2이며, 평균 수심은 1.9m, 최대 수심은 4.5m, 용적 면적은 30 km3에 이른다. 수생 생물 자원과 습지 생물 자원이 풍부하다.
훙쩌호는 1100년 이후 황하가 물길을 바꾸면서 4배로 크기가 커졌다. 황하에서 유입되는 엄청난 토사가 화이허를 가로 막으면서 화이허의 물이 호수로 유입되었다.